# Sergeanten 7
Sergeanten 7 ou Strandvägen 39  est un édifice historique du quartier Östermalm à Stockholm en Suède.

## Description
L'édifice a été construit entre 1889 et 1892.
Le bien est marqué en bleu par le Musée municipal de Stockholm, ce qui signifie « que le bâtiment est considéré comme ayant des valeurs culturelles et historiques particulièrement élevées ».
Sergeanten 7 est le lot le plus petit acheté par Isaak Hirsch qui a participé à la création de dix des 35 propriétés au total le long de Strandvägen 1–67. 
Sergeanten 7 était sa deuxième acquisition où il a embauché le maître d'œuvre Oscar Herrström pour construire la maison. 
Isaak Hirsch et Herrström ont ensuite eu d'autres collaborations, notamment à Bajonetten 1 (Strandvägen 49), Bajonetten 11 (Strandvägen 51) et Bajonetten 9, Strandvägen 53. 
Isaak Hirsch s'est installé dans la magnifique maison d'angle de Strandvägen 49.
Le bâtiment de Sergeanten 7 a été conçu extérieurement comme Sergeanten 1.
La façade est en brique rouge avec des détails et des décorations en plâtre lisse jaune. Le plâtre lisse a principalement été utilisé pour créer des cadres autour des fenêtres et comme moulures continues dans la façade, ce qui donne à la façade une impression symétrique.
Strandvägen 39 a une porte en bois entourée d'un portail en granit. 
Une fenêtre en forme de croissant au-dessus du portail est entourée d'un arc avec une décoration florale détaillée. Le motif floral descend également vers le bas pour reposer bord à bord avec le portail.
Les fenêtres sont décorées de fer forgé. Dans l'entrée, le sol est en marbre blanc, qui continue jusqu'à toute la cage d'escalier. 
L'entrée est réalisée avec du marbre blanc au sol et dans les escaliers et une main courante en laiton. 
Les murs ont des colonnes cannelées marbrées de vert et de brun. Sur chaque long mur se trouvent trois grands tableaux, dont deux sont des figures féminines allégoriques entourant le troisième, représentant un paysage.
Chaque étage se composait d'un seul appartement composée de sept pièces et d'une cuisine ainsi que d'un hall spacieux avec un balcon donnant sur la cour. Le coin cuisine était accessible via un escalier de service depuis l'arrière-cour. 
Depuis 1985, l'édifice appartient au syndic de copropriété BRF Sergeanten nr 7 et compte cinq appartements.
L'appartement au premier étage est occupé par l'ambassade du Sri Lanka à Stockholm.

## Galerie

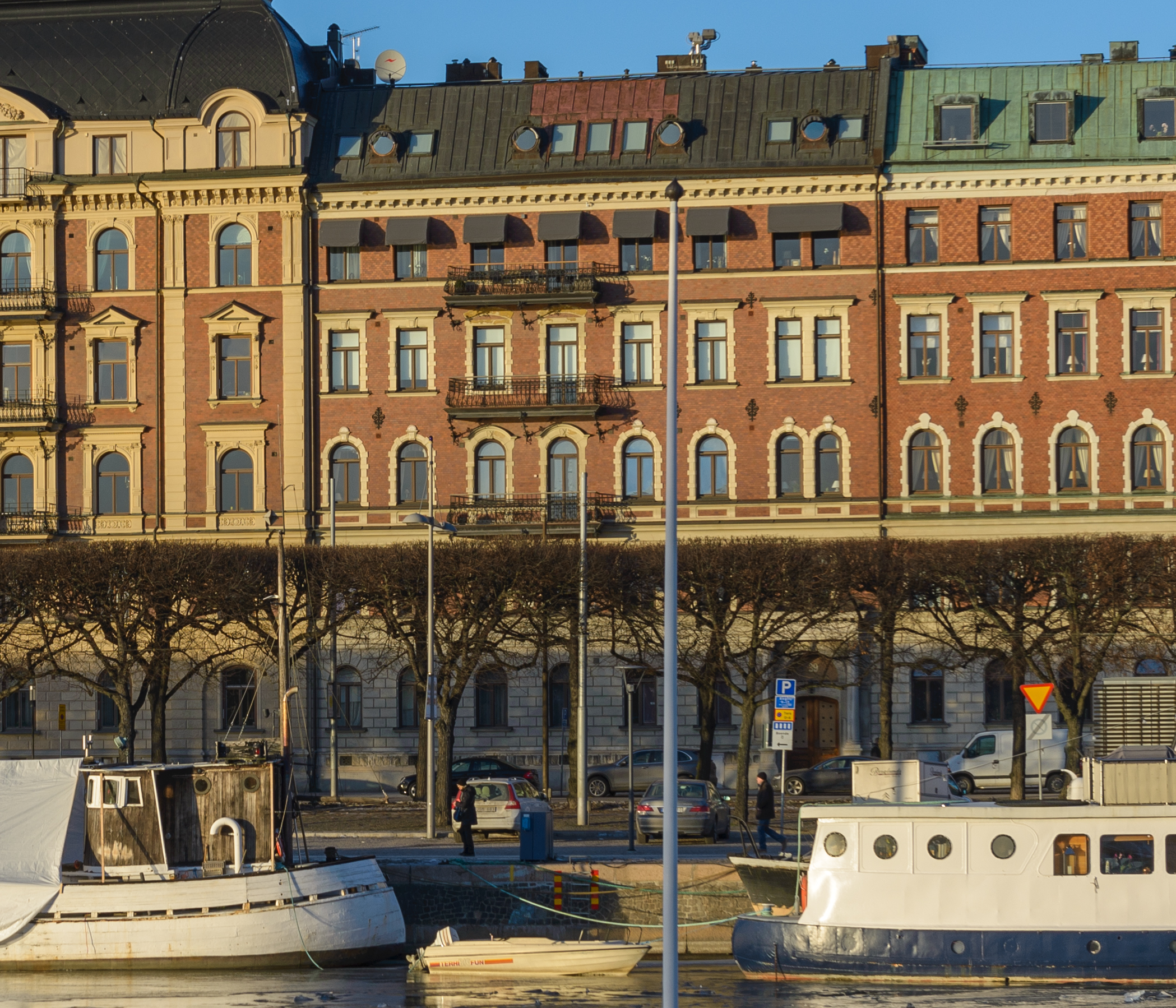
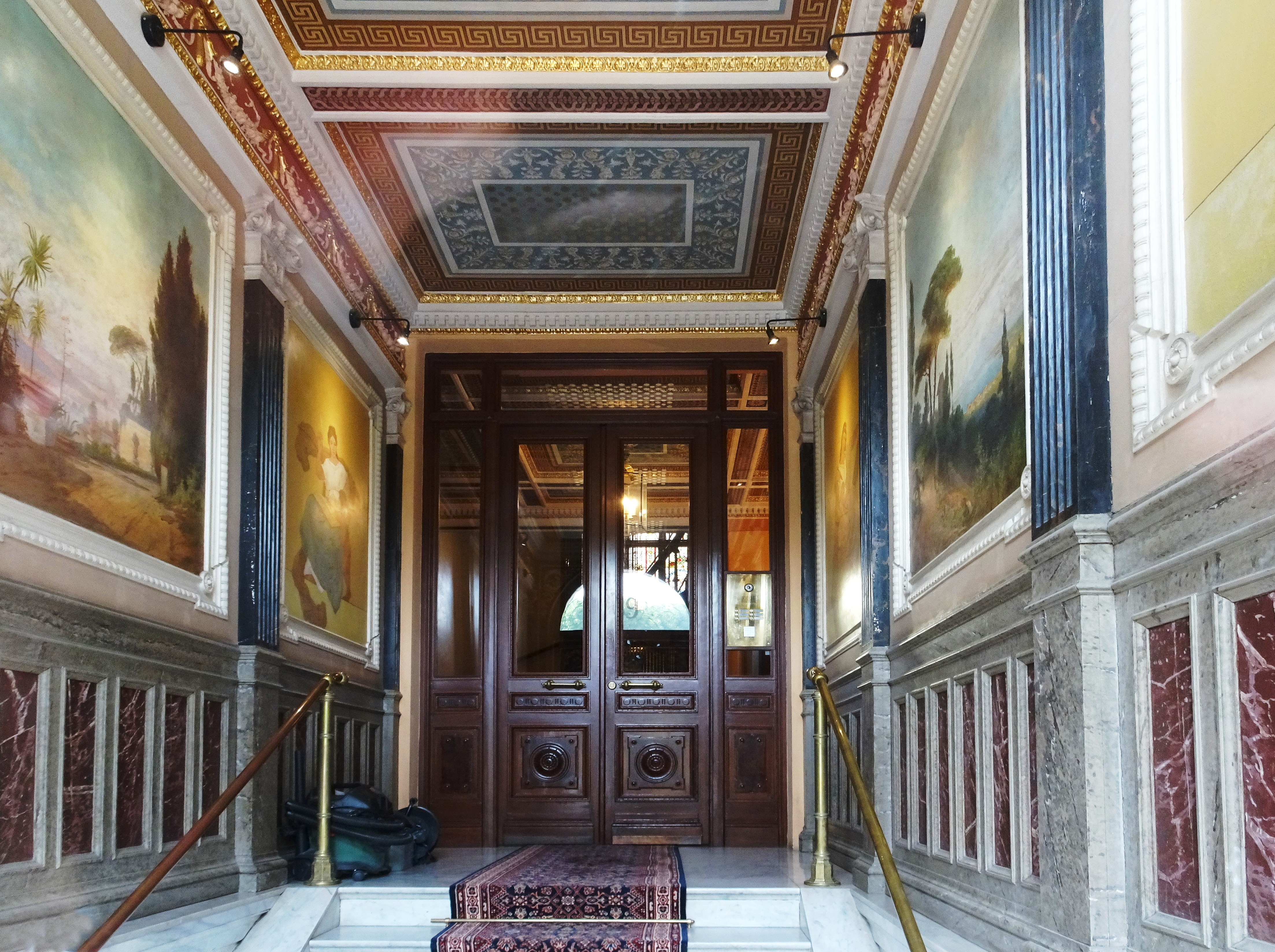
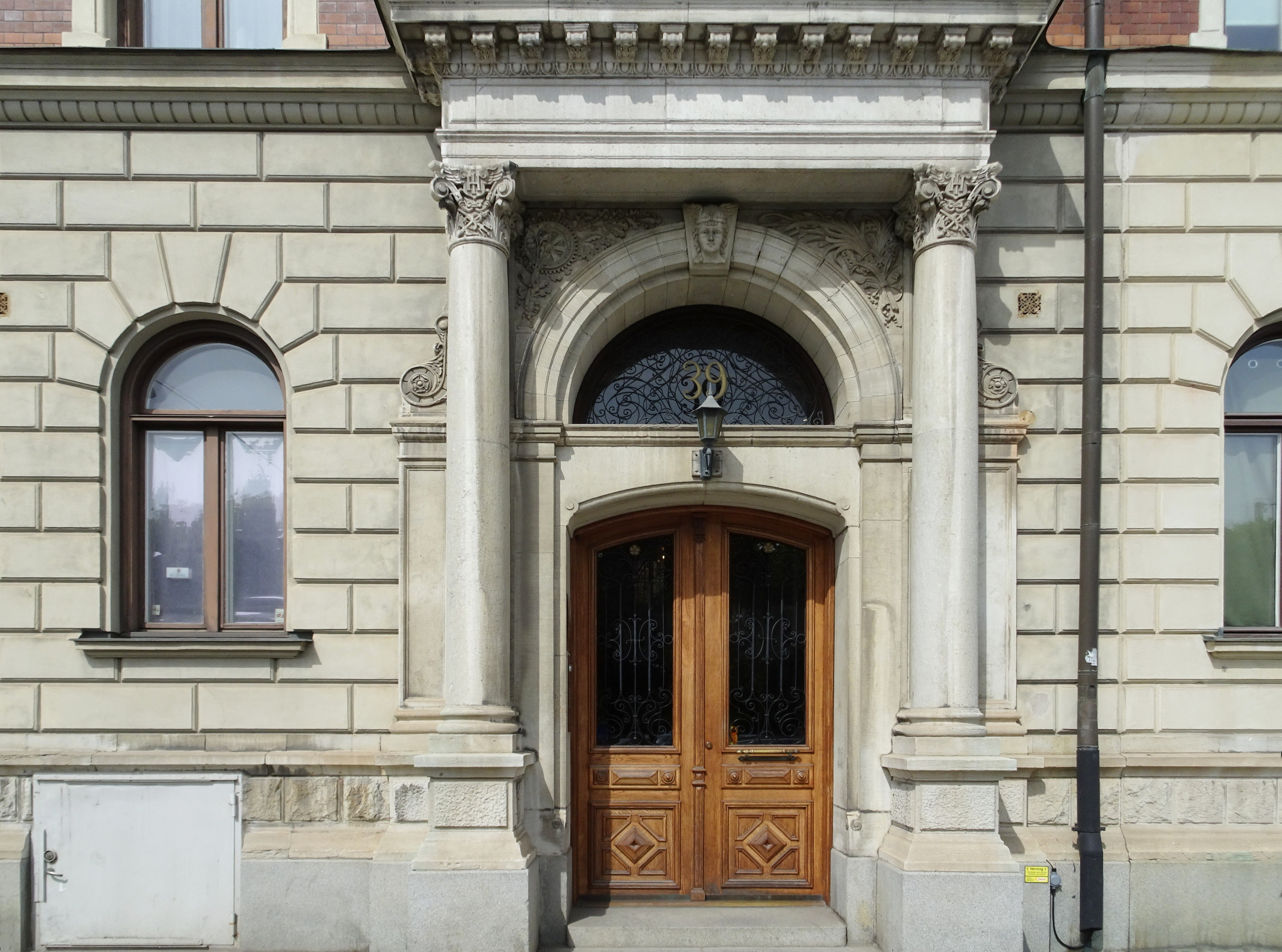